# Adriana Balthazar
Adriana Bonow Balthazar da Silveira (Rio de Janeiro, 8 de dezembro de 1968) é uma advogada, ativista e política brasileira. Foi deputada estadual pelo Rio de Janeiro.

## Biografia
Foi membro do Vem pra Rua e ficou conhecida por fazer parte das manifestações no Rio de Janeiro pelo impeachment de Dilma Rousseff, em 2016. Era conhecida pelo apelido "loura do caminhão", fazendo discursos favoráveis a Operação Lava Jato.
Filiada ao Partido Novo, ficou na primeira suplência de deputada estadual na eleição de 2018 ao receber 17.758 votos. Assumiu o mandato em dezembro de 2020, quando Chicão Bulhões renunciou ao mandato para assumir secretaria na prefeitura do Rio de Janeiro, a partir de 2021, no terceiro governo de Eduardo Paes.
Em seu mandato, apresentou um projeto para criar um programa de conscientização e incentivo ao diagnóstico precoce e tratamento do retinoblastoma, um tipo raro de câncer que atinge crianças. Durante a pandemia de Covid-19, defendeu a vacinação e pediu "bom senso" após Janaína Paschoal — uma das autoras do pedido de impeachment de Dilma Rousseff e, à época, deputada estadual por São Paulo — ter ironizado quem havia completado o ciclo vacinal.
Deixou o Partido Novo em março de 2022 e acusou dirigentes de agirem como "inquisidores de mandatários". A deputada havia sido alvo de um processo disciplinar da legenda é já havia sido advertida por manter em seu gabinete um assessor que aparecia no relatório do Coaf sobre movimentações atípicas de servidores, além de ter empregado os próprios filhos no parlamento.
Na eleição de 2022, foi filiada ao PSD e tentou a reeleição como deputada estadual. Recebeu 5.633 votos, ficando na lista de suplentes da legenda.